# 日本法律
日本國法律以歐陸法系為基礎。明治時代初期的日本为二元君主立宪制国家，因此其宪法多参考德意志帝国的宪法精神，因而歐洲法系，特別是德國與法國的民法典，成为日本法律體系的模版。在二戰後，日本法律體系經歷了司法改革：現行《日本國憲法》是日本戰敗後於1946年開始實行的，该宪法包含三十一條人权相关條款，并确立了立法权，行政权和司法权三權分立的体制，同时日本还参考英国体制，采用完全虚君制政体，日本天皇在政府中的职能消极度仅次于瑞典君主，對保障人權最重要的憲制性法律和刑事訴訟法则依照美國法律模式進行了大規模修改。可以說，日本法律體系是大陸法系和英美法系的混合体。日本與大韓民國、中華民國一樣使用《六法全書》系統。

## 歷史沿革

### 古代律法
歷史上，日本法律受到中國傳統法律（中華法系）的深遠響。  人们对于西元七世紀（唐式）律令寫成以前的日本法律普遍所知甚少，在漢字被同化进日本语前，日本沒有自己的文字，也沒有法律的記載。雖然在這以前幾百年漢字就已傳入日本，漢字遲至西元三世紀才開始被同化入日語裡。漢字主要是經由朝鮮半島而不是從中國直接引進，因日本先民渴求學習中國先進的文明而融入日本。
佛教和儒家思想分別於西元284-285年及西元522年正式在日本確立，並與日本傳統思想與道德觀念深深結合，   David、Zweigert 與 Kotz 等人認為，儒家學說著重於社會、團體和族群的諧調甚於個人利益，影響日本社會甚大，致使個人傾向於儘量避免訴訟以達成妥協與和解。  另外，朝鮮半島的移民將各領域多種先進的技藝，如農業、紡織、制陶、營造、制藥及製革，帶入了日本。這些移民影響之全面，至今仍可從西日本姓氏、地名和神社名稱中看出來。
日本的內外部環境加速了這股移民潮。外部環境就是朝鮮半島持續的動蕩，以及中土諸國为逐鹿中原而爭鬥。這亂局使得中土與朝鮮諸國人民離鄉背井移民至他国。移入日本的包括特權階級、有經驗的官吏與技藝精湛的技工。這些人被日本皇室錄用，授予品級（该制度由移民带到日本）。此外，許多其他司法機構可能也在此時採用，這或許是日本史上第一次移植外國法律。
這段時間內，日本法律既不成文也不成熟，遠沒有到達形成任何官方體系的境界。儘管如此，日本社會不可能沒有某種非官方的法律，还能保持社會運行。这段时间内，日本存在官方法律，可从同时代中国史书中找到约束民众社会生活的法律来证明；這中最迎人注目的是《三國志·魏志倭人傳》中描述的一個邪馬臺國（或大和國），在西元二至三世紀中由卑彌呼女王統治。據此記載，日本本土法律立足於氏族系統，以諸氏族共立日本社會。每個氏族由多個大家庭組成，由酋長統領；酋長保障族人權益，督促族人盡責，偶爾會懲罰犯罪。女王朝廷的法律將諸氏族酋長組織成有效的權力架構，以氏族制度控制整個社會。我們還不知道這些法律的形式，可能由於官方權力還不顯著，這都是些土生土長非官方的法律。
下一階段，形勢開始要求比氏族酋長非官方的氏族法律更強的政體與更發達的法律體系能更有效地管理整個社會。在以薩滿術聞名的卑彌呼女王領導下，邪馬臺國成為第一個成功鞏固權力的中央集權政府。 因此可以宣稱，邪馬臺國有自己原始的法律體系，或許是使得朝廷淩駕氏族法律以上的朝廷法律。結果，整個司法系統構成了混合氏族朝廷二法的原始多元法律。也可以宣稱：這整套法律體系得到了意識形態支持，而這種意識形態又是立足於薩滿教多神論宗教政治信仰（神/kami）的本土原則，  日後發展為神道教。
這些宣稱有兩個條件。其一，一定有某些朝鮮法律被（雖然是不系統地）移植入日本，從品級制度和移民的風俗也可以看出這點。其二，由於成文程序的缺失，官方與非官方法律之間界限不是很清楚，不過朝廷法律正在演變成中央政府的正式國家法律。由於這二點，不可否認混合氏族朝廷二法的原始多元法律已開始萌發，小部由朝鮮法律，大部由當地法律構成。這些多元法律的特性，雖然原始，是日本法律系統日後發展成更有組織的多元法律系統的原型。

### 大日本帝国时期
日本在明治维新期间开始全面效仿西方制定自己的法律体系。日本1880年的刑法典，1889年立的大日本帝國憲法、1890年立的商法、刑事訴訟法和民事訴訟法，以及1896年和1898年立的民法，统称六法，此語後來用以代指整個日本成文法律。六法包含了中央地方政府的行政法，以及日皇新政府條約與協定的國際法。(外加從前德川幕府時與美國及其他國家的協定)。
《大日本帝国宪法》是日本首部依近现代君主立宪体系制定的宪制性文件，所有条文在施行期间均未曾修改。其特色为采用二元制君主立宪制，天皇的政治地位高于三权分立的各国家机关，在日本具有至高无上的地位。本部宪法参考了德意志帝国宪法，为东亚第一部国家宪法，是日本移植西式法律实现现代化法制之肇始。1882年（明治15年）3月，参议、伊藤博文等人，受命前往立宪主义的理论与实践发展。美国宪法因过于自由而被否决，法国和西班牙的模式因倾向于专制也没有通过。德意志帝国的国会机制和法律结构，特别是普鲁士的国会机制是宪法研究团最感兴趣的。英国的西敏寺制度也产生了影响，尽管代表团认为它因为赋予议会太多的权力，可能过于迟钝。
次年1883年，伊藤一行回国，并命令井上毅着手宪法草案的起草，并设立宪法取调局（次年改称制度取调局），开始了制定宪法、设立国会的进程。1889年（明治22年）2月11日，《大日本帝国宪法》正式向全体国民公布。

### 战后时期
日本国宪法，也被称为麦克阿瑟宪法，[6][7]“战后宪法”(戦後憲法, Sengo Kenpō），或“和平宪法”(平和憲法, Heiwa Kenpō）是在二战后盟军占领日本期间，在盟军最高司令道格拉斯·麦克阿瑟的监督下起草的。 它改变日本以前的二元制君主立宪制为完全君主立宪制，日本天皇君权大大缩减。《宪法》最为人所知的是第9条，该条规定日本放弃发动战争和维持军事力量的权利。
日本现行宪法也是世界上时间最久的未经修订之宪法。70多年来，它没有进行过任何文本修改。这是一部只有5000字的简短宪法，而一部宪法平均有21000字。
六法現在包括:
1. 日本国憲法 Nippon-koku-kenpō, 1946
2. 刑法 Keihō, 1907
3. 民法 Minpō, 1896
4. 商法 Shōhō, 1899
5. 刑事訴訟法 Keiji-soshō-hō, 1948
6. 民事訴訟法 Minji-soshō-hō, 1996

日本的商事法典修改幅度不大，但制定了名目繁多的特別法來補充修訂商法典。日本商法的特色之一，是與官僚機構的關係，對從事商業活動的方式有重大影響。

## 法律的來源

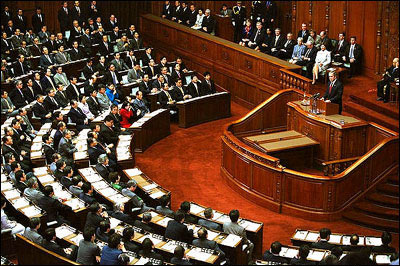
國會是日本的國家立法機構，負責創立新法

日本國會分為上下兩院：參議院與眾議院，負責立法。日本法院系統包含一個最高裁判所，八個高等裁判所，五十個地方裁判所及家庭裁判所。小刑事罪(輕罰與罰款即可)與民事訴訟(牽涉九十萬日圓以下的)，可以經過448個簡易審判庭。成文法由立法機構日本國會確立，由天皇形式上批准。據當下憲法，天皇無權否定或拒絕批准國會通過的法律。

### 當代日本司法系統
明治憲法在1947年由新憲法完全替代。(且二戰敗後，日本直到1952年都由盟軍佔領。)整個法律系統的重新確立也在1947年開端，以順應新憲法原則。該憲法以三大基本特徵為特色：其一，它是美國習慣法體系的移植；其二，它推翻了日皇的神授君權，建立了保障現代公民自由權利，依照民主原則的法律體系；其三，憲法第九條宣佈放棄戰爭與軍事，使之成為「和平憲法」。

### 判例
在日本民法系統下法庭判例提供了現實中法律應當如何闡釋的準則。雖然不具司法約束性，法官也嚴肅地考慮判例，特別是最高裁判所的判決，這使得理解判例成了實行法律的基本。

## 民法
民法 （Minpō）創立於1896年。 此法受德國民法典初稿與法國民法典 深重影響，強調法律與秩序過於個人自由 該法由五章構成：總則, 物權, 債權, 親族法, 和 繼承法. 該法在其他東亞諸國（如大韓民國與中華民國）民法的發展上扮演了重要角色。此法甚至在1945年同盟國佔領之後，除第五部分親族法和第六部分繼承法被全面修改以外都基本未變。

### 契約
日本契約法大部依據民法，民法規定了契約雙方在總體上與在特殊種類的契約上的權利義務。河下（Kawashita）寫到民法理論要求合約商在約定價格內“完成（建築）工作”，且直到完成時合約商完全負擔可能的額外費用。但他也注意到戰前公共工程契約經常約定在在天力干預（即所謂人力不可抗拒之因素）的情況下，此負擔可轉由業主承擔。    河下沒有闡明在天力干預（人力不可抗拒之因素）情況下合約商可不再承擔契約責任（民法415條），而且外行者需要學術理論指導才能確定應用該條款。   他也沒有闡明業主再536（1）條下可以不必付款，此條款可引申到任何“雙邊”契約，包括工作契約(ukeoi keiyaku)。   讀者須知契約約定允許特別協定來變化民法的約定，以使業主承受部分損失。這些叫做選擇性約定(nin-I hoki)。 
Uchida於1990年代初期發展的“相關合約理論”認定當代社會行為與“古典”（kotenteki）契約法精神之間有距離。Uchida 進一步提出日本司法系統現在反映了悖離現代自由與個人精神的社群價值觀。

### 民事侵權行為
1990年, 《法律和社會研究》 發佈了一篇Takao Tanase的文章叫“管理爭議: 日本機動車事故的賠償.” 此文認為政府與司法程序蓄意的設計，而不是文化上對和諧社會關係的追求,使得該國訴訟率一直很低。 
Tanase注意到日本1986年不到百分之一的（致死或致傷）機動車事故導致民事侵權訴訟，在美國這個數字是百分之21.5。這種懸殊不是因為日本事故受害者的消極性。 受害者一般會根據民事侵權法律提出要求已從肇事者與保險公司處獲得賠償。Tanasa認為訴訟率之所以低是因為日本提供了非訴訟手段以評估責任，建議受害者如何保障司法權利，及保障賠償
Tanase 描述了在法庭受理一個案件前,要求一般都會通過非訴訟機制得到解決。這包括交通事故爭議調解中心，該中心與法庭一起提供調解服務。申請人也可以轉向政府運營的各諮詢中心，律師會和保險公司組成的網絡求助。這些調解中心與諮詢中心之所以能有效運行是因為日本司法機關努力發展清楚，細節的準則以為受害人保障幾乎自動，數字穩定適中的賠償。這與美國民事侵權訴訟系統形成鮮明對比。在美國系統中法律對於經濟和非經濟（心理）損失的賠償都泛泛而論，把決定權留給評審團，使得許多法庭結果都難以預估。
Tanase文章意識到日本保險公司,與美國相比，有更少的動機逃避全額法律賠償。這是因為財政部（財務省）規定了公司的賠償率，保障了合理收入，並強制性地安排各車輛保險公司分擔損失。Tanase認為這使得保險系統更像是准公營社會保險項目以保障傷者得到數字適中的賠償.
這造就了一個相對而言在提供賠償上與美國的民事侵權訴訟相比更可靠的體系。Tanase估計法律費用只佔總賠償額的2%，調解與索賠費用只佔0.2%。在美國,在辯方明確的情況下，24%的傷者(57%的重傷者）雇傭了律師。當控方雇傭律師時，辯方及其保險公司也一般會雇傭一名律師。結果, 根據對機動車事故民事侵權訴訟的兩項大調查，(包含非訴訟案例), 律師費相當於保險公司付給傷者補償全額的的47%。這種支出加高了保險費，使得許多駕車者無法負擔保險費用而沒有（足夠）保險，一旦事故發生傷者無法得到賠償 。
這使得日本官僚法律體系相對來看極有吸引力。 但是Tanase1990年的文章質疑了這種注重官僚平穩與效率而不是追求公平的機構是否是社會真正渴求的。 他指出日本系統使得非常好鬥的控方得到不成比例巨大的賠償，並憂慮低訴訟率和注重標准化會導致法制建設的遲滯。 由此 Tanase結論道, “悖論的是, 日本精英的成功本身正在使得司法系統失去效力，並最終會導致它的失敗，合法性失去了。”

### 財產
像許多其他歐陸法系國家一樣,日本強調租客的權益，沒有合理理由，房東一般不許單方面停止契約，合理理由是一個很狹窄的定義。

## 會社法
日本現行的公司法依據2006年施行的《會社法》。
根據日本法律會社的基本類型有：
- 株式会社 (Kabushiki Gaisha K.K.), 相當於股份有限公司
- 合同会社 (Gōdō gaisha，GDK), 相當於有限公司
- 合資会社 (Gōshi gaisha，GSK),相當於有限合夥
- 合名会社 (Gōmei gaisha，GMK), 相當於普通合伙公司
- 有限責任事業組合 (yūgen sekinin jigyō kumiai，一般稱LLP)，或有限責任合夥

經理股東責任大致照美國範例.

## 刑法
| 謀殺 (514)        | 7–10 年監禁 3 年強制勞動 3–5年監禁 5–7年監禁 其他判決                                                              | 103 (20%) 96 (19%) 94 (18%) 88 (17%) 133 (26%)                                 |
| 故意傷害 (10,920) | ¥100,000–200,000 罰款 ¥200,000–300,000 罰款 ¥300,000–500,000 罰款 1–2 年強制勞動 6–12 個月監禁 1–2 年監禁 其他判決 | 4130 (38%) 2084 (19%) 1161 (11%) 857 (8%) 571 (5%) 541 (5%) 512 (5%) 1064 (9%) |
| 濫用藥物 (10,766) | 1–2 年強制勞動 1–2 年監禁 2–3 年監禁 其他判決                                                                      | 3,894 (36%) 3,490 (32%) 1,791 (17%) 1591 (15%)                                 |

刑事犯罪
1. 刑事犯罪的分類
- 法律分類，日本法律的三大條目是針對國家的犯罪，針對社會的犯罪和針對個人的犯罪

- 刑事責任年齡，14歲。

2. 犯罪統計
- 謀殺，1990年，有 1,238 件報告給警察。

- 強暴，1990年，有 1,548 件報告給警察。

- 盜竊，1990年，有 1,444,067 件報告給警察。

## 司法專業人員
- 行政書士
- 司法書士

### 個別法律
- 大日本帝國憲法 (廢棄)
- 地方自治法
- Peace Preservation Law (superseded)
- Railway Construction Act
- Railway Nationalization Act
- New (2006) Corporations Law

## 註腳

## 延伸閱讀
- Foote ed. Law in Japan:  A Turning Point (University of Washington Press, 2007), ISBN 0-29598-731-6
- Port and McAlinn, Comparative Law: Law and the Legal Process in Japan (Carolina Academic Press, 2003), ISBN 0-89089-464-7
- Milhaupt et al., Japanese Law in Context: Readings in Society, the Economy, and Politics (Harvard, 2001), ISBN 0-674-00519-8
- Oda, Japanese Law (Oxford, 2001), ISBN 0-19-924810-9
- Ramseyer and Nakazato, Japanese Law: An Economic Approach (Chicago, 2000), ISBN 0-226-70385-1
- Oda, Basic Japanese Laws (Oxford, 1997), ISBN 0-19-825686-8
- Haley, Authority Without Power: Law and the Japanese Paradox (Oxford, 1994), ISBN 0-19-509257-0
- Francisco Barberán & Rafael Domingo Osle, Código civil japonés. Estudio preliminar, traducción y notas (2 ed. Thomson-Aranzadi, 2006), ISBN 978-84-9767-632-8.

## 外部連結
- Japanese Law Translation （页面存档备份，存于） by the Ministry of Justice (Japanese Law Translation Database System in Japanese and English)
- Translations of Japanese laws and regulations by the Cabinet Secretariat
- 日本の法律一覧
- Links on Japanese law （页面存档备份，存于）
- Japanese Family Laws in English and Japanese （页面存档备份，存于）
- Supreme Court of Japan （页面存档备份，存于）
- Summaries of major court cases
- National Police Agency
- The Reluctant Japanese Litigant: A new assessment, discussion paper by Masayuki Yoshida in the electronic journal of contemporary japanese studies, 13 October 2003.
- The Australian Network for Japanese Law (ANJeL)
- Make Japanese Law Transparent Projects